# Сельница (приток Медведицы)
Сельница — река в России, протекает по Тверской области, Рамешковский район.
Устье реки находится в 148 км по левому берегу реки Медведицы. Длина реки составляет 36 км, площадь водосборного бассейна — 190 км².

## Данные водного реестра
По данным государственного водного реестра России относится к Верхневолжскому бассейновому округу, водохозяйственный участок реки — Волга от Иваньковского гидроузла до Угличского гидроузла (Угличское водохранилище), речной подбассейн реки — бассейны притоков (Верхней) Волги до Рыбинского водохранилища. Речной бассейн реки — (Верхняя) Волга до Куйбышевского водохранилища (без бассейна Оки).
Код объекта в государственном водном реестре — 08010100812110000003707.